# Desmia ufeus
Desmia ufeus is een vlinder uit de familie van de grasmotten (Crambidae), uit de onderfamilie van de Spilomelinae. De wetenschappelijke naam van deze soort is voor het eerst voorgesteld als Phalaena (Noctua) ufeus door Pieter Cramer in een publicatie uit 1777.
De soort komt voor in Florida, Cuba, Jamaica, de Dominicaanse Republiek, Puerto Rico, Mexico, Nicaragua, Costa Rica, Suriname, Frans-Guyana en Brazilië.